# 일본 총무청
총무청(일본어: 総務庁)은 1984년 7월 1일부터 2001년 1월 5일까지 존재한 일본의 중앙행정기관이다. 중앙 성청 개편때 총무성이 발족하면서 다른 기관과 함께 흡수되었다.
각 행정기관의 조직·정원(定員)·운영 등을 감독하고, 연금, 통계, 북방 영토 대책 등에 관한 업무를 담당하였다. 총리부의 외국이었다.